# Kurtis Kraft
Kurtis Kraft era el nom de l'empresa de disseny i construcció de cotxes de carreres fundada per Frank Kurtis.

## Història
Kurtis Kraft dissenyava i construïa des de midget cars (una mena de karts populars als USA) a monoplaces de competició, havent participat amb èxit a les 500 milles d'Indianàpolis i a la Fórmula 1 entre d'altres.
Els primers dissenys van ser fets cap a finals dels anys 30, tractant-se d'uns midget cars que es van convertir amb les primers construccions fetes totalment per Kurtis Kraft.
Ja a les dècades següents es va especialitzar amb la construcció de cotxes de curses realitzats amb fibra de vidre, arribant a realitzar fins a 500 cotxes preparats per participar en la Indy 500. La seva combinació amb motors Offenhauser va ser molt efectiva, realitzant un binomi molt difícil de batre i que va conquerir molts triomfs importants.
Ja als anys 60 es va vendre el negoci a altres constructors.

## A la F1
Va participar sempre només a les curses d'Indianapolis. (del 1950 al 1960)
- Debut: Gran Premi d'Indianapolis 500 del 1950
- Curses disputades: 11
- Victòries: 5
- Pole positions: 6
- Voltes Ràpides: 7
- Punts aconseguits al Camp. Mundial: 129
- Ultima cursa disputada: Gran Premi d'Indianapolis 500 del 1960

## Altres
Frank Kurtis va ser la primera persona que no havent estat pilot va veure inscrit el seu nom al Hall of Fame  del Motor dels Estats Units.